# Likojärvi (sjö i Finland, Kajanaland, lat 64,98, long 29,50)
Likojärvi är en sjö i Finland. Den ligger i kommunen Suomussalmi i landskapet Kajanaland, i den nordöstra delen av landet, 600 km norr om huvudstaden Helsingfors. Likojärvi ligger 234,2 meter över havet. Den ligger vid sjön Saarijärvi. Den är 4,1 meter djup. Arean är 31,5 hektar och strandlinjen är 3,96 kilometer lång. Sjön  ingår i Uleälvens huvudavrinningsområde. 